# Comuna Cârlogani, Olt
Cârlogani este o comună în județul Olt, Oltenia, România, formată din satele Beculești, Cârlogani (reședința), Cepari, Scorbura și Stupina.

## Stemă
Descrierea stemei:

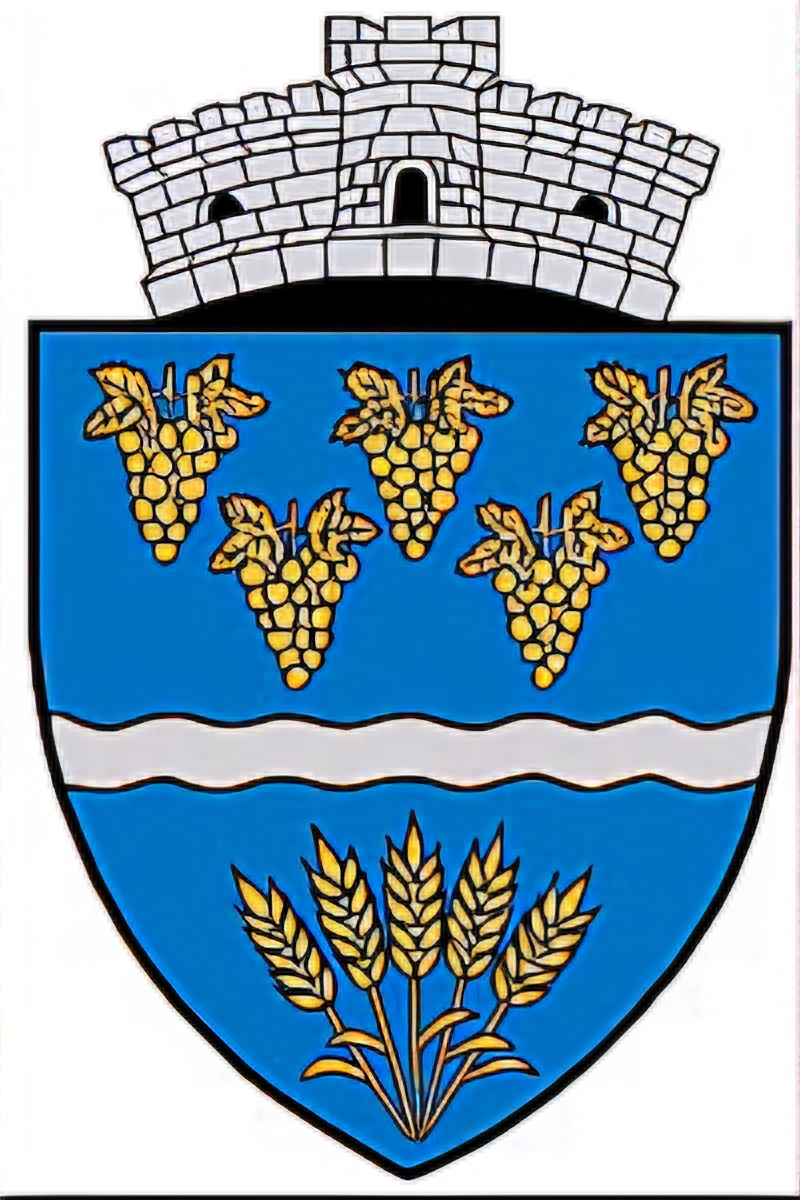
Stema Comunei Cârlogani

Stema comunei Cârlogani, potrivit anexei nr. 1.1, se compune dintr-un scut triunghiular albastru cu marginile rotunjite, tăiat de un brâu de argint. În partea superioară se află cinci ciorchini de struguri de aur, dispuși 3 : 2, având fiecare câte două frunze de viță-de-vie. În vârful scutului se află cinci spice de grâu de aur, dispuse în evantai, având extremitățile inferioare unite. Scutul este timbrat de o coroană murală de argint cu un turn crenelat.
Semnificațiile elementelor însumate:
Spicele și ciorchinii simbolizează ocupațiile specifice zonei, agricultura și viticultura, iar numărul spicelor sau ciorchinilor indică numărul satelor componente ale comunei.
Brâul undat reprezintă pârâul Beica, care străbate localitatea.
Coroana murală cu un turn crenelat semnifică faptul că localitatea are rangul de comună.

## Demografie
Componența etnică a comunei Cârlogani
     Români (93,57%)
     Alte etnii (0%)
     Necunoscută (6,43%)
Componența confesională a comunei Cârlogani
     Ortodocși (92,85%)
     Alte religii (0,57%)
     Necunoscută (6,58%)
Conform recensământului efectuat în 2021, populația comunei Cârlogani se ridică la 1.944 de locuitori, în scădere față de recensământul anterior din 2011, când fuseseră înregistrați 2.329 de locuitori. Majoritatea locuitorilor sunt români (93,57%), iar pentru 6,43% nu se cunoaște apartenența etnică. Din punct de vedere confesional, majoritatea locuitorilor sunt ortodocși (92,85%), iar pentru 6,58% nu se cunoaște apartenența confesională.

## Politică și administrație
Comuna Cârlogani este administrată de un primar și un consiliu local compus din 11 consilieri. Primarul, Ionel Văduva[*], de la Partidul Social Democrat, este în funcție din 2012. Începând cu alegerile locale din 2024, consiliul local are următoarea componență pe partide politice:
|  | Partid                          | Consilieri | Componența Consiliului | Componența Consiliului | Componența Consiliului | Componența Consiliului | Componența Consiliului | Componența Consiliului | Componența Consiliului | Componența Consiliului | Componența Consiliului | Componența Consiliului |
|  | ------------------------------- | ---------- | ---------------------- | ---------------------- | ---------------------- | ---------------------- | ---------------------- | ---------------------- | ---------------------- | ---------------------- | ---------------------- | ---------------------- |
|  | Partidul Social Democrat        | 10         |                        |                        |                        |                        |                        |                        |                        |                        |                        |                        |
|  | Alianța pentru Unirea Românilor | 1          |                        |                        |                        |                        |                        |                        |                        |                        |                        |                        |

## Personalități născute aici
- Mihail Popescu (1948 - 2013), general, om politic;
- Silviu Viorel Păcală (n. 1967), scriitor